# Stephen Graham
Stephen Graham (3 de agosto de 1973) é um ator inglês. Ele é mais conhecido por seus papéis como Tommy no filme Snatch (2000), Combo no This Is England (2006), Danny Ferguson in Occupation (seriado de TV) e o notório ladrão de bancos Baby Face Nelson em Public Enemies (2009).

## Início
Graham nasceu em Kirkby, Liverpool. Ele mostrou seu sotaque nativo no filme Snatch de Guy Ritchie. Graham é filho de uma mãe branca e um pai meio-inglês, meio-jamaicano.

## Carreira
Na sequência de Snatch, um trabalho de grande visibilidade de Graham veio na minissérie da HBO Band of Brothers e em Gangues de Nova York de Martin Scorsese. Interpretou Baby Face Nelson em Public Enemies, ao lado de Johnny Depp e Christian Bale.
Faz o papel de Al "Scarface" Capone (Al Capone) em Boardwalk Empire da HBO.

## Filmografia
- Dancin' thru the Dark (1990)
- Downtime (1997)
- Snatch (2000)
- Blow Dry (2001)
- The Last Minute (2001)
- Band of Brothers (2001) (TV)
- Revengers Tragedy (2002)
- Gangs of New York (2002)
- The i Inside (2003)
- American Cousins (2003)
- Satan's Little Helper (2004)
- Last Rights (2005) (TV)
- Pit Fighter (2005)
- Empire (2005) (TV)
- Goal! (2005)
- The Innocence Project (2006)
- Scummy Man (2006)
- This Is England (2006)
- The Innocence Project (2006-2007) (TV)
- The Good Night (2007)
- Filth and Wisdom (2008)
- The Passion (2008) (TV)
- The Crew (2008)
- Inkheart (2008)
- Awaydays (2009)
- The Damned United (2009)
- Doghouse (2009)
- Public Enemies (2009)
- Occupation (2009) (TV)
- The Street (2009) (TV)
- This Is England '86 (2010) (TV)
- London Boulevard (2010)
- Boardwalk Empire (2010) (TV)
- Walk Like a Panther (2011) (TV)
- Season of the Witch (2011)
- The Fields (2011)
- Pirates of the Caribbean: On Stranger Tides (2011)
- Tinker, Tailor, Soldier, Spy (2011)
- Snow White and the Huntsman (2012)
- Pirates of the Caribbean: Dead Men Tell No Tales (2017)
- The Man With the Iron Heart (2017)
- Greyhound (2020)
- Venom: Let There Be Carnage (2021)
- Venom: The Last Dance (2024)